# 882

## Догађаји
- 20. јануар — Краљ Лудвиг Млађи умире у Франкфурту. Своју територију препушта свом млађем брату, цару Карлу Дебелом, који постаје једини владар Источнофраначког краљевства.
- 5. август — Краљ Карломан II постаје једини владар Западнофраначког краљевства, након смрти свог брата Луја III. Његову моћ ограничавају побуњени племићи у Бургоњи.

- Олег Вешти осваја Кијев и уједињује га са Новгородом у државу Руса.
- Краљ Алфред Велики повећава величину своје нове морнарице и испловљава да нападне четири викиншка брода. Два брода су заробљена, а остале посаде су убијене.
- 16. децембар – Папа Јован VIII је убијен у Риму након десетогодишње владавине, вероватно жртва политичке завере. Наследио га је папа Марин I, као 108. папа Рима.

## Смрти
- 20. јануар — Лудвиг Млађи, краљ Источне Франачке (р. 835)
- 5. август — Луј III, западнофраначки краљ (р. 863)